# 紳寶900
紳寶900（Saab 900）是瑞典薩博汽車於1978年到1998年生產的車款，共有兩代。1978-1993稱為第一代"classic"。1994-1998稱為"new generation"（NG）。
"classic" 紳寶900基於紳寶99的底盤，但前端更長，以符合美國正面撞擊的法規。紳寶900有兩門、四門轎車形式，與三門、五門掀背形式。並在1986年生產敞篷車型。
有單、雙化油器，噴射燃油和渦輪增壓引擎，包括全增壓Full-Pressure Turbo（FPT），並在1990年代初期歐陸市場提供低增壓引擎 Low-Pressure Turbos（LPT）。

## 新一代
紳寶900是前置引擎，前輪驅動的緊湊型轎車。並搭載縱列式45度傾斜的直列四汽缸引擎，前雙A臂，後拖曳臂式懸吊。在全盛時期，紳寶900因為其舒適性、安全性、實用性而大受駕駛者歡迎。
就像前身紳寶99一樣，紳寶900有著與其他大多數汽車不一樣的特色，如為了曲柄傳輸動力方便而將引擎反置。很少有前驅車使用縱向配置引擎，更少使用雙A臂懸吊設計。得利於過去數十年雙位數紳寶900車款的精鍊，紳寶900的雙A設計提供卓越的操控與路感。
紳寶900早期的車型並沒有防傾桿，至1985年才在某些型號（16V Turbo）上出現，一直到1989才成為標準配備。防傾桿減少了車身的側傾，但是也犧牲了一些乘坐的舒適度，並在激烈駕駛時增加了車輪空轉的可能。
紳寶900有著大弧度的前擋風玻璃，提供駕駛最佳的視野，這也是得自於紳寶有著製作飛機的基因。紳寶900的工程師依據儀表的使用頻率或重要性來配置該車型的儀表板，讓駕駛可以縮短在駕駛時分心注意儀表的時間。
紳寶900有著不一樣的等級，例如所謂的Aero，就是性能版本。Aero版本擁有跑車懸吊，其中包含更短更硬的彈簧，防傾桿、真皮座椅、高級音響、空調。在1985年後，900S與900 Turbo配備了16氣門的引擎，而基本款的900則維持8氣門引擎。
紳寶900最初所用的引擎是B201，8氣門機械供油或化油器引擎，而所有增壓型號都採用Bosch K-Jetronic機械燃油噴注系統。後期改用16氣門B202引擎，供油系統亦改用了當時最先進的Bosch LH，系統採用熱線型氣流感應器來感應進氣量，經過數碼化的控制單元進行運算，對比預熱式知氧感應器的訊號，再精確控制四支噴咀的供油量。部份銷售地區提供了B212，2.1公升自然進氣引擎，此引擎的進氣崎管跟進氣口都有改良，所以有部份車主把這些改良了的硬件改裝到B202引擎上來取得更佳的性能。
1989年，一位威斯康新州的紳寶900 SPG駕駛員Peter Gilbert創下了駕駛紳寶900一百多萬英哩的紀錄，此車之後捐獻給威斯康新州汽車博物館。而他也得到了紳寶贈予一台新的紳寶9-5 Aero。

## 新二代
第二代紳寶900（也被稱為GN900或NG900），是以通用汽車（GM）底下Opel Vectra平台為設計基礎，用來替代"classic"第一代紳寶900。這是一個全新打造的汽車，它於1994年到1997年間生產。而1998年之後，更改了一個新的型號：紳寶9-3，並改進了一些機械結構。所以紳寶900實際上是生產到2002年（以Saab 9-3為型號）。

### 紳寶信息顯示

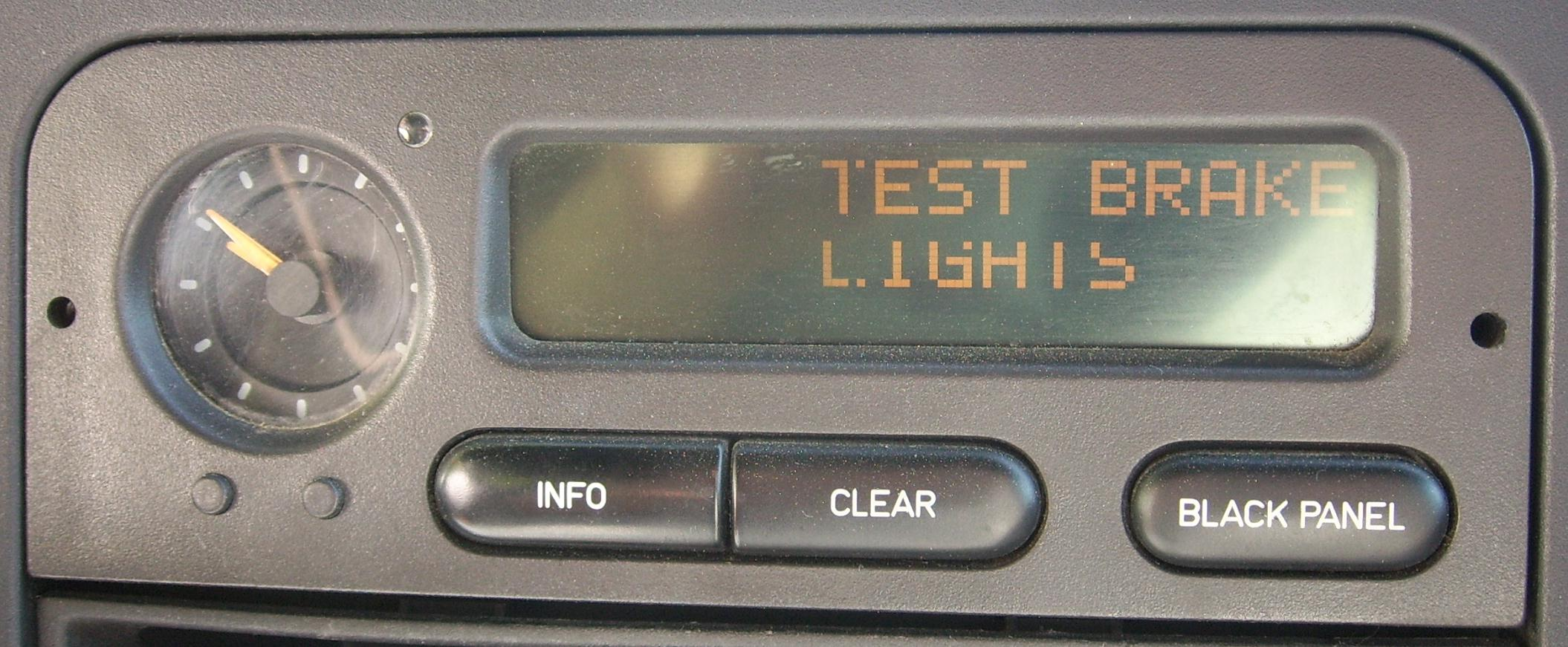
紳寶900SE中的SID-2系統。

紳寶信息顯示（Saab Information Display），或縮寫成SID，導入了NG900。這是一個可以提供駕駛人在駕駛途中即時訊息的技術，例如燃油效率、室外溫度。SID在之後也安裝在所有的紳寶車款內。

### 黑色面板

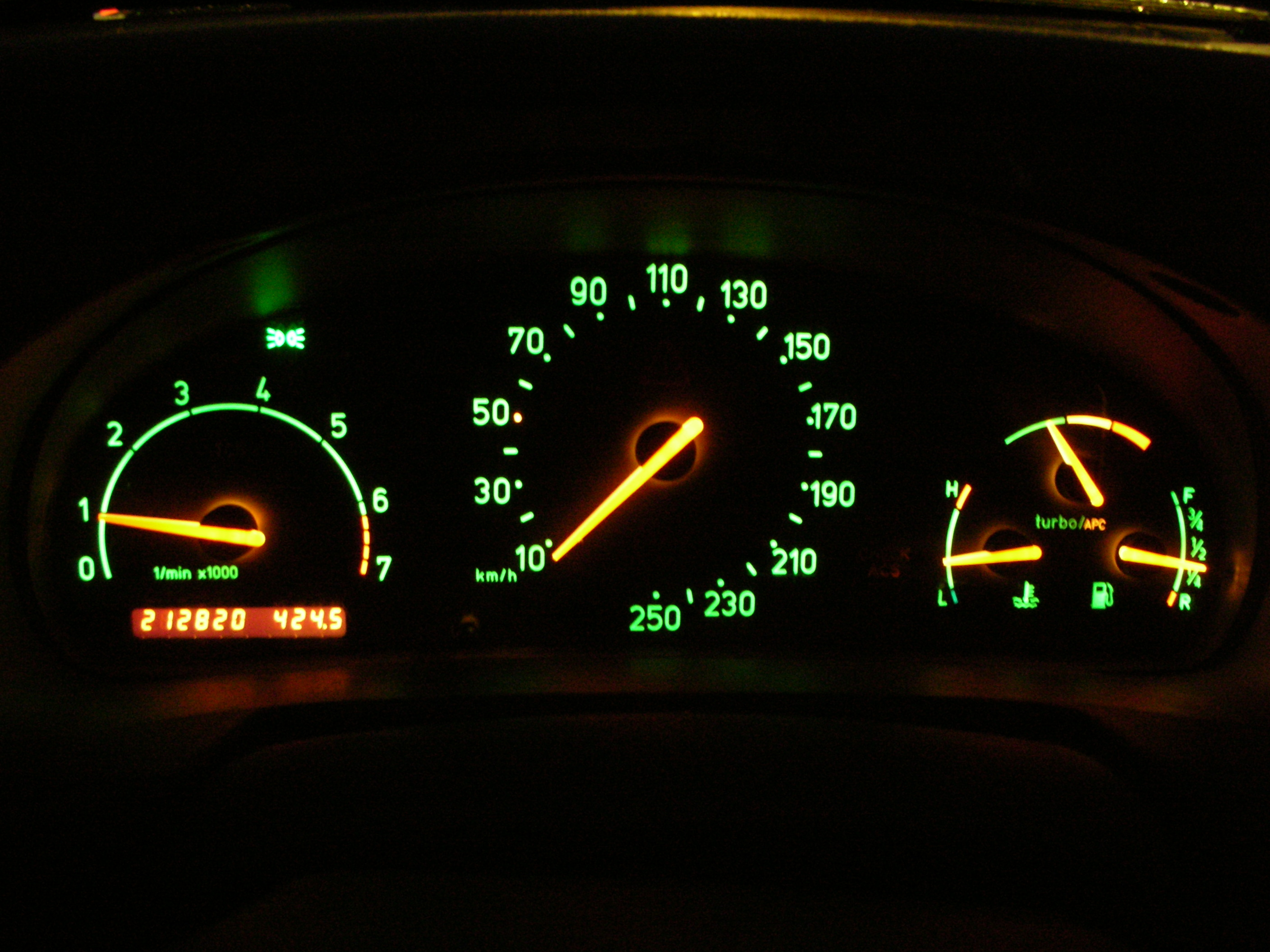
Panel illuminated

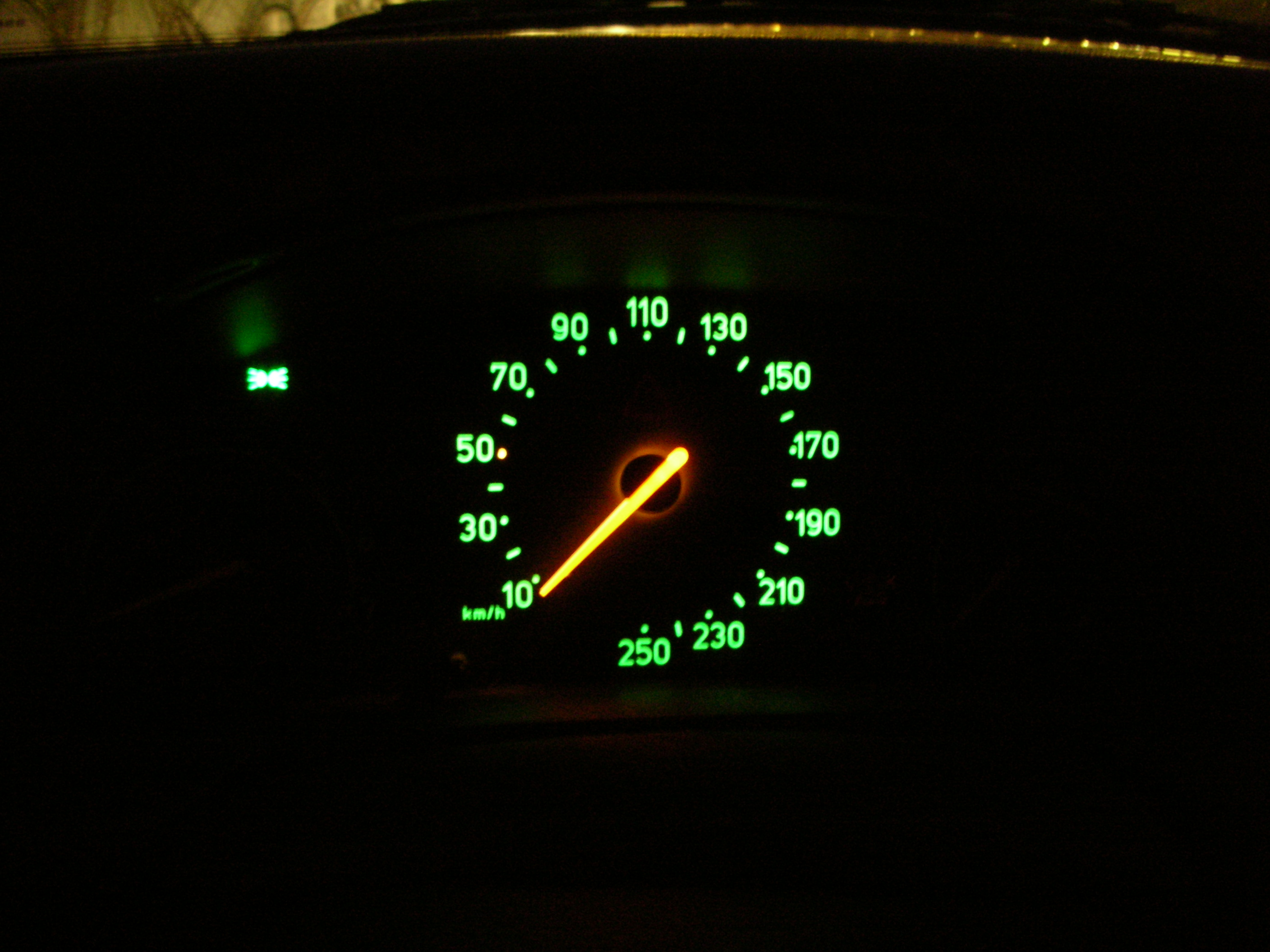
Black Panel

黑色面板（Blace Panel）由紳寶受到在航空業的啟發，將該發明導入汽車行業中。在按下按鈕之後，儀表板會關閉不必要的儀表訊息，只留下少數必要的訊息。時速表在黑色面板模式下也只會亮到140km/h，當汽車時速超過135km/h之後，剩下的儀表便會亮起。黑色面板在必要時也會再重新開啟儀表：例如水溫過高，就會亮起水溫表提醒駕駛員。

## 流行文化
第94屆奧斯卡頒獎典禮的最佳國際電影獎得主，日本電影《Drive My Car》，改編自作家村上春树2014年短篇故事集《沒有女人的男人們》中收錄的同名故事，其「主角車」為一架紅色的第一代紳寶900。該車款亦曾經出現於多齣1990年代的港產片之中。